# 下畑卓
下畑 卓（しもはた たく、1916年1月30日 - 1944年4月10日）は、日本の児童文学作家。

## 経歴
兵庫県神戸市に生まれる。幼稚園に住み込み、母親が園児を教育する家庭の中で育つ。兵庫県立尼崎中学校（現在の兵庫県立尼崎高等学校）卒業後は朝日新聞大阪本社に勤務する。
1936年に大阪童話教育研究会に入会。1937年には、同会の機関誌『子供と語る』で『緑の風』を発表すると共に、個人雑誌『TAN』を創刊。1938年には大阪童話研究会で知り合った花岡大学と『新童話集団』を創刊。14編の作品を発表する。
1939年には、花岡と同様に大阪童話研究会で知り合った岡本良雄や大蔵宏之を始めとする、関西在住の6人の作家と「新児童文学集団」を結成し、同人雑誌『新児童文学』を創刊する。
1940年には『大河原三郎右衛門』（後に「煉瓦の煙突」に改題）で、大阪童話教育研究会による日本新人童話賞を受賞。受賞以降は『新児童文学』のような同人雑誌だけでなく、『生活教室』や『少年倶楽部』のような商業誌にも作品を発表する。
1942年には『週刊少国民』の編集に携わるために朝日新聞東京本社に転勤となり、上京。同年に作品集『煉瓦の煙突』を刊行し、翌年には『みなとの風』を刊行するも、1944年に急性蜂窩織炎で亡くなる。

## 人物解説

### 児童文学を志した契機
大阪童話教育委員会は、巖谷小波や久留島武彦などが顧問を務めていたものの、会長や理事を始めとする会員の大半は学校教育の関係者が占めていた。下畑が入会した1935年頃には様々な児童文学関係者が入会したが、下畑はこの会に入会してから初めて創作を手掛けたことを『TAN』の創刊号で書いている。向川幹雄は、下畑が幼稚園に住み込んでいた少年時代に児童文化に親しんでいたことが、児童文学を目指す契機となったのだろうと分析している。また、『TAN』の創刊号では、児童文学に興味を持たせてくれたのは兄であるとも
書いている。

### 作風
活動当初は『三十五人の小学生』のように、子供の集団や社会性に着目した作品を多く発表した。しかし、1人の少年を掘り下げた『大河原三郎衛門』が高く評価されてからは、これまでの集団主義による作風を改め、子供の心理を追求するようになった。
戦時色が濃くなっていく昭和の初期に活動していたために、社会風潮にも相応する戦争の影をにじませていたが、当時活動していた一部の作家に見受けられる好戦的な作風ではなく、人物の描き方や構成力の高さで注目を集めた。

## 作品解説

### 発行に携わった雑誌

#### TAN
1937年に創刊。黒インクで謄写印刷された約20ページの個人雑誌である。緑インクによる1枚と茶色インクによる3枚の挿絵がある。毎回30部近く発行していたが、第6輯で終刊となった。
当時の関西児童文学界でも取り上げられていた「童話を文学に高める」ことを意識し、文章表現を重視したが、いずれの作品も習作の域を出なかった。下畑はこの雑誌を、小川未明や槇本楠郎などの当時の児童文学界で活躍していた人々に送り、批評を仰いだ。彼らからの批評は、下畑が後に創作を行う上の指針となった。

#### 新童話集団
花岡と創刊した『新童話集団』は、『TAN』と同様に謄写印刷の個人雑誌である。「創作の刺激を求めて雑誌発刊になったと考えられる」と向川は分析している。
しかし、号を重ねるにつれて、2人の児童文学観の相違が目立つようになる。童話が持つ特殊性と主題に対する考え方の相違は、第4輯までの互いの文章に浮き彫りになっている。童話を書く際にも小説を書く姿勢を持って書くことで、優れた作品が生まれると主張した花岡に対し、下畑はそのような姿勢によって形式的に小説らしい体裁をなした作品が書かれたとしても、健全な児童文学とは言えないと批判し、児童の経験者であり理解者である作者が、題材を整理したり系統づけたりすることで生まれた作品が児童文学であると主張した。その反論に対して花岡は、技術なしに文学することこそ滑稽だと下畑に反論した末に、第4輯を持って『新童話集団』から離れることになる。
第7輯で終刊となり、全体としては『TAN』と同様に習作の域に留まっているが、下畑が当時の世相を反映させて貧しい子供や出征を素直に喜べない人々を書き、表現よりも主題を重んじるようになった点に特色がある。

#### 新児童文学
新児童文学集団の同人誌として発刊した『新児童文学』は、前述の雑誌同様に謄写印刷され、毎回60部前後発行していた。下畑は第2輯でこれまでの作風とは異なる『三十五人の小学生』を発表したが、これには岡本と『新児童文学』を通してさらに交際を深めたことや、生活童話と位置付けられる岡本の著作に傾倒した影響が大きいと、向川は分析している。

### 代表作

#### 修学旅行
『新児童文学』第2輯に掲載。同名の戯曲も執筆し、第8輯に掲載された。原題は『三十五人の小学生』。後に単行本『煉瓦の煙突』に収められる。修学旅行先の京都からの帰りに引率の先生とはぐれてしまうハプニングを、大人の力を借りずに子供たちだけの力で乗り越え、故郷の岐阜の穂積駅で先生との再会に至るまでを書いた作品。問題が起こっても子供だけの力で解決しようとする、子供の集団独自の性質をとらえていた。

#### 煉瓦の煙突
『生活教室』（ルーペ社）1940年11月号に掲載。原題は『大河原三郎右衛門』。作品発表当時においてもユニークな名前を持つ、西郷隆盛を思わせる外見の少年が、友達にからかわれても気にとめずに、勉強や学校外での労働に実直に励む姿を描いた作品。1人の子供をとらえることで明確に主人公像を浮き上がらせた描写が高く評価された。

## 単行本
執筆活動は10年にも満たなかった下畑だが、生前には3冊、死後に1冊の単行本が発刊されている。
- 煉瓦の煙突（有光社、1942年）

有光社から新美南吉の『おぢいさんのランプ』や関英雄の『北国の犬』と共に発刊された。『三十五人の小学生』などの作品を収録している。表紙や挿画は中尾彰が手掛けている。
- ひらがな童話集 朝とひるとよる（増進社、1942年）
- みなとの風（フタバ書院成光館、1943年）
- 人力車と飛行機（翼賛出版会、1944年）

死後に刊行された単行本である。